# Vlag van de Cocoseilanden

Vlag van de Cocoseilanden

De vlag van de Cocoseilanden is onofficieel; in officiële situaties wordt de vlag van Australië gebruikt. De vlag is voor het eerst gehesen op 6 april 2004.
De vlag heeft een groene achtergrond met daarop een gele halve maan, een palmboom in een gele cirkel en vijf gele sterren. De palmboom staat voor de tropische flora van de eilanden; de kleuren zijn de nationale kleuren van Australië; de halve maan staat voor de islam, de religie van de Cocos Maleiers die de meerderheid van de bevolking van de eilanden uitmaken; en de sterren symboliseren het sterrenbeeld Zuiderkruis. Dit sterrenbeeld is het helderste sterrenbeeld dat vanaf het zuidelijk halfrond zichtbaar is. Elk van deze sterren heeft zeven punten, behalve de kleinste met vijf punten. De sterren staan ook in de Australische vlag en symboliseren zo ook de band met Australië.